# 白川正順
白川 正順（しらかわ まさより、1943年-）は、日本の歯学者、歯科医師。日本歯科大学口腔外科教授。日本有病者歯科医療学会理事長。

## 略歴
1972年 日本歯科大学歯学部卒業後、東京慈恵会医科大学歯科学教室助手、講師、町田市民病院口腔外科医長、東京慈恵会医科大学歯科学教室助教授を経て、1996年日本歯科大学歯学部口腔外科学教室第1講座教授に就任、2001年より現職。
1981年 東京慈恵会医科大学より、医学博士号を得る。論文の題は「唾液腺腫瘍の臨床病理学的研究 」。

## 所属学会
- 日本有病者歯科医療学会 理事長[2]
- 日本口腔外科学会 理事[5]
- 日本口腔インプラント学会 元副会長[6]
- 日本口腔科学会 評議員[7]
- 日本顎顔面インプラント学会 運営審議委員[8]、元理事[6]
- 日本頭頸部癌学会 元評議員
- 日本先進インプラント医療学会 理事長[9]
- 日本メタルフリー歯科臨床学会 設立発起人[10]

## 著書
- 白川正順 他『口腔インプラント学』監修 川原春幸、医歯薬出版、1991年7月。ISBN 978-4-263-45114-4。
- 『歯科衛生士別冊 歯科衛生士のための有病者歯科医療』クインテッセンス出版、1995年9月10日。ISBN 978-4-87417-489-0。
- 白川正順、伊東隆利、河村博 編『有病者歯科診療』医歯薬出版、2000年8月10日。ISBN 978-4-263-45483-1。
- 日本有病者歯科医療学会 編『有病者歯科治療ハンドブック』クインテッセンス出版、2001年11月10日。ISBN 978-4-87417-706-8。
- 白川正順、嶋田淳『口腔外科学リファレンスマニュアル』ゼニス出版、2005年1月5日。ISBN 978-4-901360-04-3。
- 石垣佳希、小笠原健文、武内佳依 編『ピンポイントで読むチームのための有病者歯科医療』クインテッセンス出版、2008年7月10日。ISBN 978-4-7812-0026-2。
- 石垣佳希、足立雅利 編『臨床家のための歯科小手術ベーシック』医歯薬出版、2010年2月25日。ISBN 978-4-263-46105-1。